# Stabilizzazione dei terreni
La stabilizzazione di un terreno incoerente ha come scopo quello di migliorarne le proprietà meccaniche (attrito interno, coesione, ecc.) al fine di aumentarne le capacità portanti e di ridurne i cedimenti.

## Storia
L'aggiunta di calce nei terreni per migliorarne le proprietà meccaniche era una procedura già adottata dall'antichità ad esempio per la costruzione della Muraglia cinese e dagli antichi romani per la costruzione della via Appia.
Le prime ricerche scientifiche sulla stabilizzazione dei terreni mediante leganti per impieghi stradali furono eseguite negli Stati Uniti dopo la seconda guerra mondiale

## Procedimenti
La stabilizzazione può essere attuata con diversi procedimenti:
- meccanico: avviene mediante costipamento del terreno. Il costipamento viene effettuato con rulli compressori ad azione statica (rulli lisci o a piede di montone cioè rulli cilindrici muniti di punte tronco-coniche), ad azione dinamica (battente o vibrante) e ad azione combinata. La scelta del tipo più idoneo di rullo varia in funzione della granulometria dei terreni.
- granulometrico: si scegli una idonea granulometria degli inerti combinando le proprietà dei terreni a grana grossa (stabili agli agenti atmosferici, alta resistenza di attrito ma privi di coesione e quindi facili a rifluire lateralmente sotto carico) con quelli a grana fine (dotati di coesione ma fortemente sensibili all'azione dell'acqua). Per la scelta della idonea granulometria da adottare si può far riferimento alla curva di massima compattezza o formula di Fuller e Thompson o curva similari.
- chimico: avviene con aggiunta di leganti o di altre sostanze. Come leganti si usano frequentemente, in proporzioni adeguate:
  - il cemento;
  - il bitume a caldo o l'emulsione bituminosa;
  - le resine naturali
  - la calce;

Il procedimento chimico è in aggiunta ad una normale stabilizzazione granulometria, con lo scopo di fissare il contenuto di acqua e quindi la coesione nonché di abbassare il punto di congelamento nel caso climi freddi.
Per la stabilizzazione dei terreni si usano anche dei materiali geosintetici che con la loro forma a griglia riescono a confinare le particelle di terreno compattandole.